# Île des Choux
Pour les articles homonymes, voir chou et Cavoli.
L'île des Choux ou en italien isola dei Cavoli est une île d'Italie en mer Tyrrhénienne en Sardaigne du Sud appartenant administrativement à Villasimius.

## Géographie
Située à moins d'un kilomètre au sud-est de cap Carbonara, il s'agit d'une petite île de granite qui s'étend sur environ 1,2 km de longueur pour un peu plus de 800 m de large. 

## Histoire
Sur son point culminant, à environ 40 mètres, sur les bases d'une tour de défense espagnole datant de 1591, le phare d'Isola dei Cavoli a été construit vers 1856. Celui-ci est composé d'une base en forme de parallélépipède et s'élève sur deux étages qui comprennent les logements de ses gardiens. La tour cylindrique mesure 37 mètres de haut.
L'île tiendrait son nom d'une espèce endémique de choux, Brassica insularis, que l'on y trouve.